# 노먼 파웰

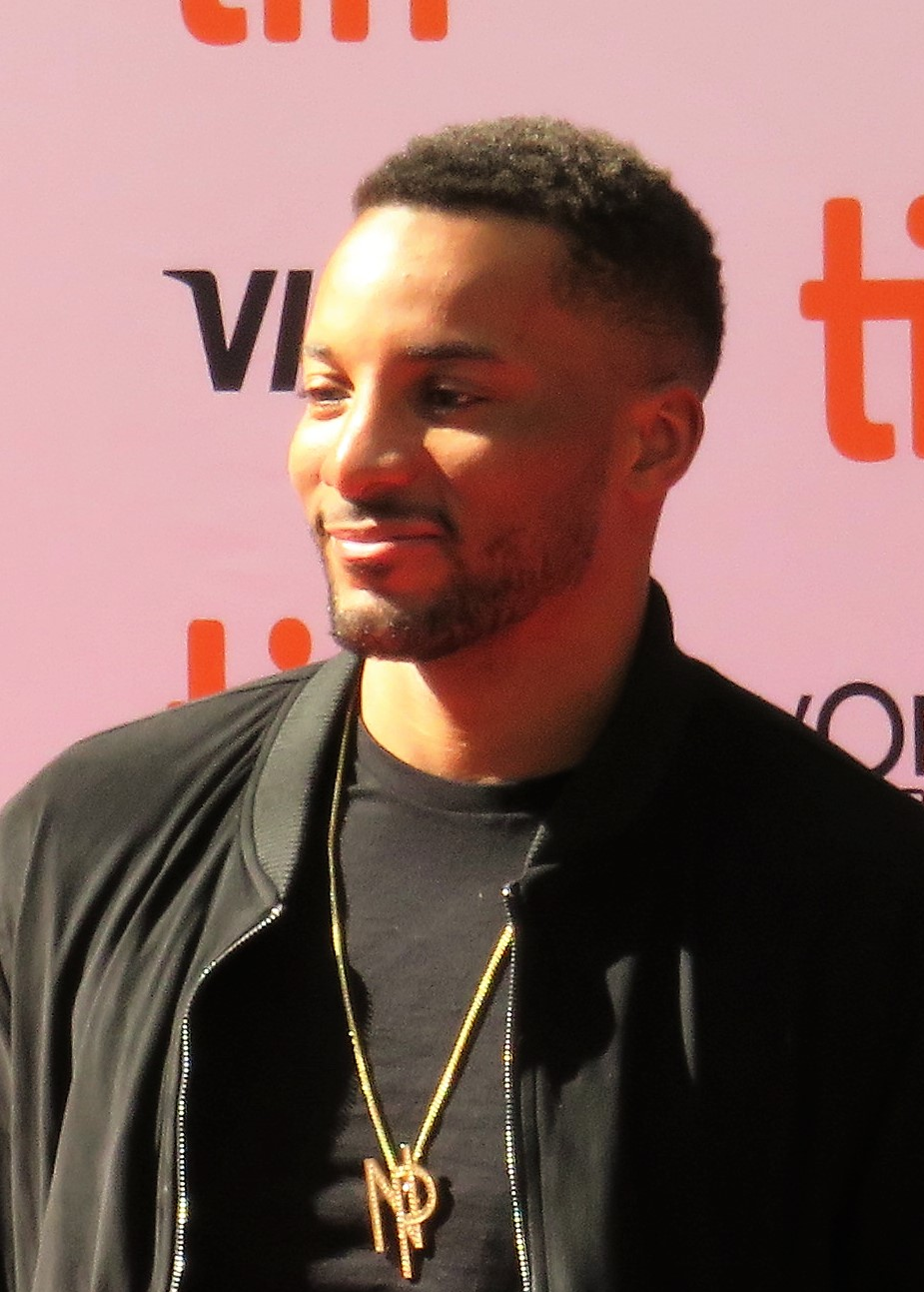

노먼 파웰(Norman Powell, 1993년 5월 25일 ~ )은 전미 농구 협회(NBA) 로스앤젤레스 클리퍼스의 미국 프로 농구 선수이다. 파웰은 UCLA 브루인스에서 대학 농구를 했으며 Pac-12의 모든 컨퍼런스 선수였다. 2015년 NBA 드래프트 2라운드에서 밀워키 벅스에 지명되었고, 이후 그의 드래프트 권리를 토론토 랩터스로 트레이드했다. 2019년 토론토에서 NBA 챔피언십을 우승했다.
파웰은 캘리포니아 주 전체 고등학교에서 두 번이나 선수였으며 UCLA에 합류하기 전에 그의 팀을 주 챔피언십으로 이끌었다. 2014-15년에 브루인스의 최고 복귀 선수로 4학년에 들어간 후 그는 팀 리더로 등장하여 1군 All-Pac-12 영예를 얻었다.